# Игман
Игман (босн. Igman) — гора Динарского нагорья в Боснии и Герцеговине. Находится к юго-западу от Сараева и соседствует с горами Белашница и Илиджа. Высота горы составляет 1502 метра над уровнем моря.
Гора стала всемирным горнолыжным центром во время подготовки к   Зимним Олимпийским играм в Сараево 1984 года.
C 20 по 21 января 1984 года прошёл Чемпионат Югославии по лыжным гонкам.
C 8 по 19 февраля 1984 года на Игмане проходили практически все соревнования по горным лыжам Олимпиады. На Игмане проводились соревнования по прыжкам на лыжах с трамплина и соревнования по лыжному двоеборью. Помимо этого на Игмане проходили состязания по биатлону и лыжным гонкам.
На Игмане до сих пор остались многие объекты, напоминающие о проведении Зимней Олимпиады 1984 года. Многие из этих спортивных объектов пострадали во время Боснийской войны 1992—1995 годов. Особенно ожесточённые бои на горе происходили в 1993 году между силами боснийских сербов и войсками Республики Боснии и Герцеговины. Например, на трамплине для прыжков на лыжах, остались множественные следы от пуль, поскольку это место использовалось для казни во время боевых действий.
Игман является популярным местом для пеших прогулок и катания на лыжах. Сегодня Игман одно из самых популярных мест для туристов в Сараеве.